# Masdevallia shiraishii
Masdevallia shiraishii là một loài thực vật có hoa trong họ Lan. Loài này được Königer & M.Arias mô tả khoa học đầu tiên năm 1997.